# Steven M. Rales

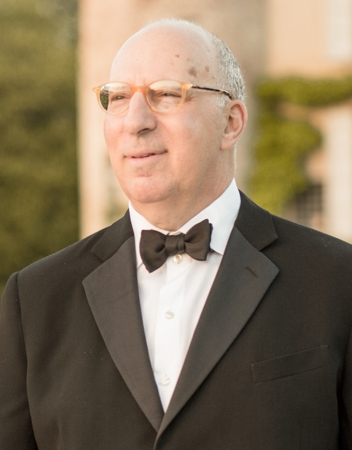
Steven Rales (2016)

Steven M. Rales (* 31. März 1951 in Bethesda, Maryland) ist ein US-amerikanischer Unternehmer. Er ist Chairman of the Board der Danaher Corporation und laut Forbes Magazine mit einem Vermögen von 3,5 Milliarden US-Dollar die 149. reichste Person in den Vereinigten Staaten (Stand: 2016). Über seine Filmproduktionsgesellschaft Indian Paintbrush fungiert er auch als Filmproduzent, vor allem für die Filme des Regisseurs Wes Anderson.

## Leben
Steven Rales wuchs in einer jüdischen Familie auf. Sein Vater Norman Rales war ein Geschäftsmann, der als Philanthrop bekannt war und später seine Baufirma an seine Mitarbeiter veräußerte. Es handelte sich dabei um die erste Transaktion nach dem Employee Stock Ownership Plan (ESOP) in den Vereinigten Staaten. Rales besuchte die Walt Whitman High School in Bethesda (Maryland). Nach seinem Abschluss 1973 studierte er an der DePauw University. Er gehörte dort der Studentenverbindung Beta Theta Pi an. Nach dem Bachelor wechselte er zur American University, wo er mit einem Juris Doctor abschloss.
1979 verließ er zusammen mit seinem Bruder Mitchell Rales das elterliche Unternehmen: Die beiden gründeten Equity Group Holdings und kauften über Hochzinsanleihen verschiedene Unternehmen auf. Zunächst änderten sie den Namen ihres Unternehmens 1978 in Diversified Mortgage Investors und dann 1984 zu Danaher, wo er bis 1990 CEO war und danach Chairman blieb. Einige ihrer größten Übernahmen war der Aluminium-Hersteller Easco.
1988 versuchten sie Interco aufzukaufen, der damals Converse und Ethan Allen gehörte. Als das Unternehmen mit einer Giftpille reagierte, gingen sie vor Gericht und konnten einen Profit von 60 Millionen Dollar herausschlagen. 1995 gründeten die beiden Brüder die Colfax Corporation.
Rales besitzt außerdem die Filmproduktionsgesellschaft Indian Paintbrush, die unter anderem Wes Andersons Filme Darjeeling Limited (2007), Der fantastische Mr. Fox (2009) und Moonrise Kingdom (2012) finanzierte. Bei der Oscarverleihung 2015 wurde Andersons Film Grand Budapest Hotel für die Auszeichnung als Bester Film nominiert. Rales produzierte auch Andersons Filme Isle of Dogs – Ataris Reise (2018), The French Dispatch (2021) und Asteroid City (2023). 2024 fungierte er als Produzent von Megan Parks Komödie My Old Ass. Im selben Jahr gewann er gemeinsam mit Anderson einen Oscar in der Kategorie Bester Kurzfilm für Ich sehe was, was du nicht siehst (2023).

## Privates
1983 heiratete er Christine Plank, mit der er drei Kinder hat. Das Paar ließ sich 2003 scheiden. Seit 2012 ist er mit Lalage Damerell verheiratet. Das Paar lebt auf Mount Desert Island vor Maine.

## Filmografie (Auswahl)
Executive Producer
- 2007: Darjeeling Limited (The Darjeeling Limited)
- 2009: Der fantastische Mr. Fox (Fantastic Mr. Fox)
- 2011: Like Crazy
- 2011: Jeff, der noch zu Hause lebt (Jeff, Who Lives at Home)
- 2011: Young Adult
- 2012: Not Fade Away
- 2013: Stoker
- 2013: Trance – Gefährliche Erinnerung (Trance)
- 2013: Labor Day
- 2023: Jacob the Baker

Produzent
- 2012: Moonrise Kingdom
- 2012: Auf der Suche nach einem Freund fürs Ende der Welt (Seeking a Friend for the End of the World)
- 2013: Breathe In – Eine unmögliche Liebe (Breathe In)
- 2014: Grand Budapest Hotel (The Grand Budapest Hotel)
- 2015: Ich und Earl und das Mädchen (Me and Earl and the Dying Girl)
- 2018: Isle of Dogs – Ataris Reise (Isle of Dogs)
- 2021: The French Dispatch
- 2023: Asteroid City
- 2023: Ich sehe was, was du nicht siehst (The Wonderful Story of Henry Sugar, Kurzfilm)
- 2023: North Star
- 2023: Der Schwan (The Swan, Kurzfilm)
- 2023: Der Rattenfänger (The Rat Catcher, Kurzfilm)
- 2023: Gift (Poison, Kurzfilm)
- 2024: My Old Ass